# Titlu de valoare
Titlurile de valoare reprezintă instrumente financiare ce pot fi vîndute și cumpărate. Există mai multe categorii de titluri de valoare, principalele fiind:
- de datorie (de ex: bancnote, obligațiuni corporative)
- de proprietate (de ex: acțiuni)
- derivative (de ex: contracte futures, contracte forward, opțiuni)